# Anne Maren Delseit

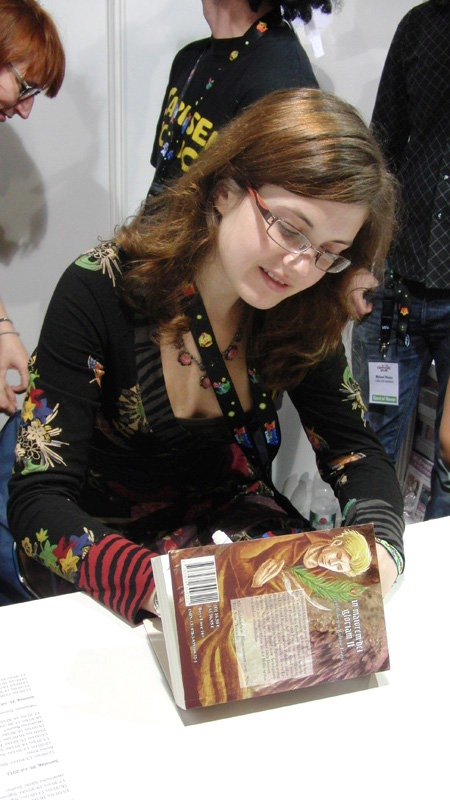
Anne Delseit signiert auf der AnimagiC 2011 in Bonn.

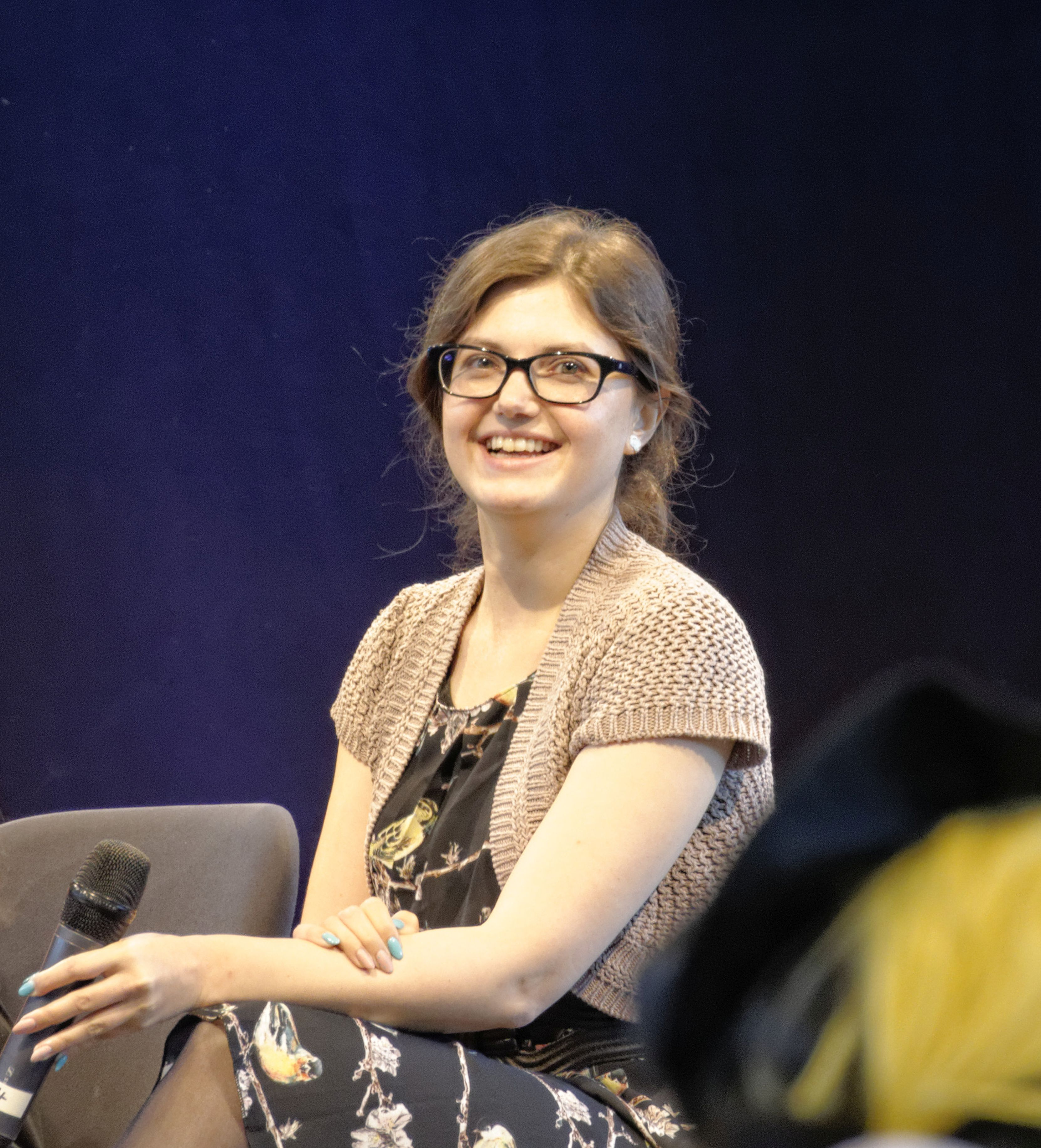
Auf der ComicCon Germany 2018

Anne Maren Delseit (* 3. Juni 1986 in Köln) ist eine deutsche Schriftstellerin, Comicautorin und Redakteurin.

## Werdegang
Anne Delseit schrieb zunächst in der Schule in einer Schreibwerkstatt. In ihrer Kindheit interessierte sie sich für frankobelgische und amerikanische Comics, mit Sailor Moon begann ihr Interesse für Mangas und die japanische Kultur. Von 2004 bis 2011 studierte sie Rechtswissenschaften in Köln.
2007 erschienen mit den Kurzgeschichten Termine, Der Anderswelttrank und Alltag ihre ersten Werke bei Verlagen. Seitdem übersetzt sie auch Comics für den Verlag Fireangels, darunter Winter Demon und Die Chroniken von Aluria. 2009 erschienen ihr erster Roman In maiorem dei gloriam: Zum höheren Ruhme Gottes und der erste Band der Lilientod-Trilogie, der von der Zeichnerin Martina Peters im Manga-Stil umgesetzt wurde. Fasziniert vom Medium Comic intensiviert sie in den folgenden Jahren ihre Zusammenarbeit mit Comic- und Mangazeichnern und schreibt Szenarien für Fix und Foxi oder die Comicadaption von Ferdinand von Schirachs Kurzgeschichte Schnee. 2008–2011 ist Anne Delseit auch als Autorin und Redakteurin für Comicstars bzw. New Ground Publishing tätig, dem Joint Venture der Verlagsgruppe Knaur und der Gorilla Concept GmbH. Seit der ersten Ausgabe im Juni 2010 schreibt sie zudem Manga-Rezensionen im monatlichen Comicmagazin COMIX und ist seit November 2011 Teil der Redaktionsleitung der Comicfachzeitschrift COMIXENE. Juli bis November 2011 steht sie als Manga-Expertin u. a. gemeinsam mit dem Comiczeichner Flix für die Web-Sendung aufgezeichnet.tv vor und hinter der Kamera; seit November 2011 moderiert sie das Youtube-Magazin kokoroto.

## Werke
- Termine in Lime Law 2 (Kurzgeschichte, Fireangels Verlag, August 2007)
- Alltag in Lemon Law 1 (Kurzgeschichte, Fireangels Verlag, September 2007)
- Der Anderswelttrank (Heftroman, Machtwortverlag, Dezember 2007)
- In maiorem dei gloriam: Zum höheren Ruhme Gottes (Roman, 2 Bände, Fireangels Verlag 2009–2011)
- Schlussstriche und Teufelskreise und Das Pfauenauge in Lemon Law 2 (Kurzgeschichten, Fireangels Verlag, März 2009)
- Lilientod (Manga, 3 Bände, Carlsen Manga 2009–2011)
- Das Ich (Manga, Knaur, Mai 2010)
- China Blue (Webcomic, seit September 2011, Kapitel 1 gedruckt in Lemon Law 3 bei Fireangels Verlag, September 2011)
- Fix & Foxi Heft 9–12/2010 (New Ground Publishing 2010)
- Schnee in COMIX 12/2010 (Comicadaption der gleichnamigen Kurzgeschichte von Ferdinand von Schirach, JNK Media 2010)
- Young Prophets (Webcomic, seit April 2011)
- Mein Mitbewohner aus der Hölle in Lemon Law 4 (Kurzmanga, Fireangels Verlag, September 2011)